# 大紹姆庫塔
大紹姆庫塔是羅馬尼亞的城鎮，位於該國西北部，距離首府巴亞馬雷20公里，由馬拉穆列什縣負責管轄，面積120.40平方公里，海拔高度201米，2009年人口8,006，大多數居民信奉東正教。
47°31′N 23°28′E / 47.517°N 23.467°E